# Jean-Baptiste Malet
Jean-Baptiste Malet (Tolone, 16 aprile 1987) è un giornalista francese.
Nel 2012 ha condotto un'inchiesta giornalistica sull'azienda di e-commerce Amazon, facendosi assumere per due settimane come magazziniere, poi pubblicata nel libro En Amazonie in cui denuncia le precarie condizioni di lavoro dei dipendenti.
Jean-Baptiste Malet collabora con Le Monde diplomatique.

## Pubblicazioni (italiano)
- Rosso Marcio, Piemme Edizioni, 2017[5].
- En Amazonie. Un infiltrato nel “migliore dei mondi”, Kogoi Edizioni, 2013[6][7][8].

## Pubblicazioni (francese)
- L'Empire de l'or rouge. Enquête mondiale sur la tomate d'industrie, Fayard, 2017 ISBN 978-2213681856.
- En Amazonie, Fayard, 2013 ISBN 978-2213677651[9]. Tascabile : Pluriel, 2015 ISBN 978-2818504437.
- Derrière les lignes du Front, Golias, 2011 ISBN 978-2354721374[10].

## Intervista
- Interview "Ecco cosa succede dentro Amazon dopo aver cliccato su acquista...", l'Unità, 2013.